# دان فرانکس
دان فرانکس (انگلیسی: Don Francks؛ ۲۸ فوریهٔ ۱۹۳۲ – ۳ آوریل ۲۰۱۶) یک صداپیشه، موسیقی‌دان جاز و هنرپیشه اهل کانادا بود. وی بین سال‌های ۱۹۵۴ تا ۲۰۱۶ میلادی فعالیت می‌کرد.
از فیلم‌ها یا برنامه‌های تلویزیونی که وی در آن نقش داشته است می‌توان به دسته سریع، شهر بزرگ، من آنجا نیستم، جانی منومیک، هوی متال، اسم من تانینو است اشاره کرد.